# Max Klinger
Max Klinger (Leipzig, 18 de fevereiro de 1857 - Großjena, 4 de julho de 1920) foi um artista alemão que produziu trabalhos significativos em pintura, escultura, gravuras e gráficos, bem como escreveu um tratado articulando suas ideias sobre a arte e o papel das artes gráficas e da gravura em relação à pintura. Ele é associado ao simbolismo, à Secessão de Viena e ao Jugendstil (Estilo Juvenil), a manifestação alemã da Art Nouveau. Ele é mais conhecido hoje por suas muitas gravuras, particularmente uma série intitulada Paráfrase no Achado de uma Luva e sua monumental instalação escultural em homenagem a Beethoven na Secessão de Viena em 1902.

## Arte

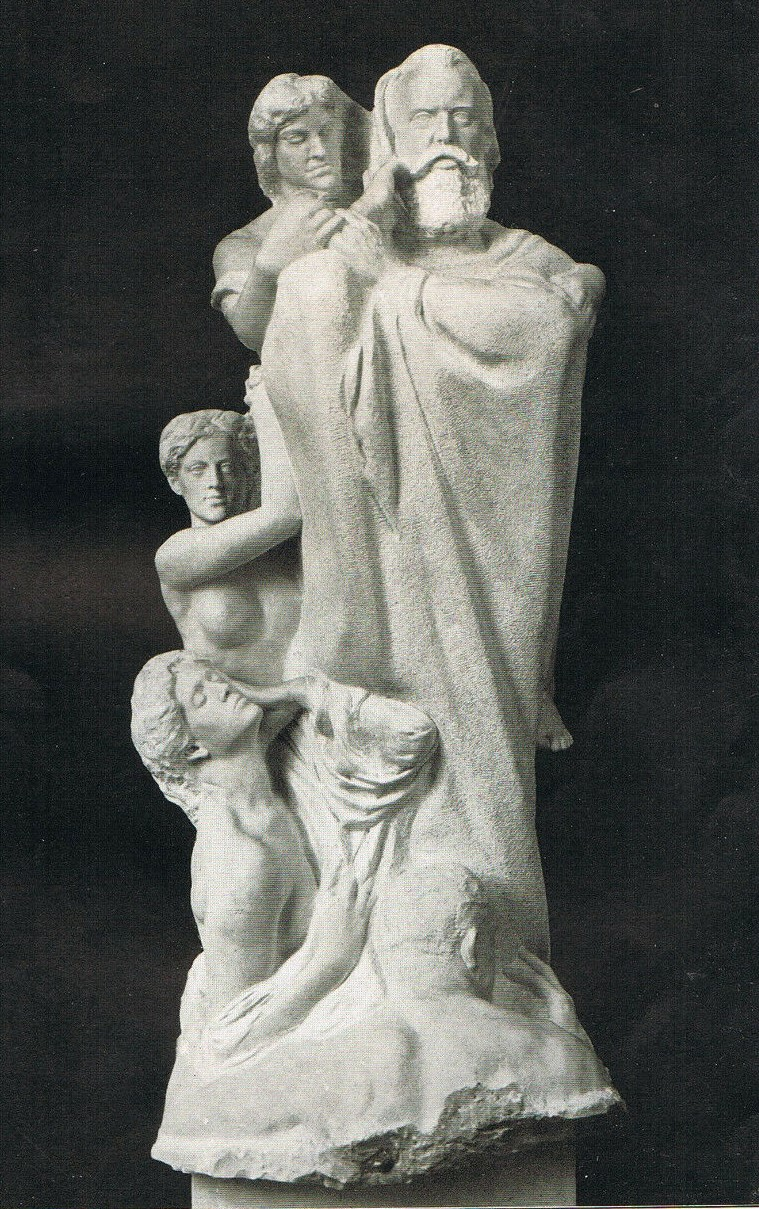
Monumento a Johannes Brahms

Uma parte significativa da reputação de Klinger está associada aos seus muitos ciclos e séries de gravuras, que influenciaram vários gravadores e artistas do final do século XIX e início do século XX. Os assuntos variam de simbolismo esotérico a aspectos mais sombrios do realismo. No ciclo Uma vida (1884), Klinger é frequentemente considerado o primeiro artista alemão a lidar com a prostituição como um problema social e com a hipocrisia e injustiças quanto à atitude das sociedades em relação ao assunto. A série segue a queda de uma mulher de classe média para a prostituição: fecundada, abandonada e então rejeitada pela sociedade, ela desce às profundezas da vida urbana e ridicularizada por uma sociedade apática e indiferente. A série Um amor (1887) foi dedicada a Arnold Böcklin, outro artista simbolista que Klinger admirava muito.
Na série Paráfrase na descoberta de uma luva (impressa em 1881), as fotos foram baseadas em imagens que Klinger teve em sonhos após encontrar uma luva em um rinque de patinação no gelo. No dispositivo leitmotívico de uma luva - pertencente a uma mulher cujo rosto nunca vemos - Klinger antecipou a pesquisa de Freud e Krafft-Ebing sobre objetos fetiche. Nesse caso, a luva torna-se um símbolo dos anseios românticos da artista, encontrando-se, em cada prato, em diferentes situações dramáticas, e desempenhando o papel que poderíamos esperar que a própria figura da pessoa amada cumprisse. Semióticos também veem no símbolo da luva um exemplo significante sem significado - neste caso, a identidade da mulher que Klinger teve o cuidado de ocultar. As placas sugerem vários estados psicológicos ou crises existenciais enfrentadas pelo artista protagonista (que tem uma notável semelhança com o jovem Klinger).
Em Paris, ele começou a redigir seu polêmico texto para Pintura e Desenho, que acabou sendo publicado em 1891 e posteriormente reeditado várias vezes. O manuscrito foi bem divulgado e lido, com vários artistas e historiadores posteriores fazendo referência a ele, incluindo Giorgio de Chirico, que chamou Klinger de "artista moderno por excelência". Nele, Klinger afirmava a ideia de que as gravuras e as artes gráficas deveriam ter um papel novo e significativo nas artes, distinto da pintura, e eram mais adequadas para experimentação estilística e conceitual. Também que as diferenças entre naturalismo ( realismo) e o neo-idealismo, assim como a forma e o conteúdo, eram reconciliáveis e ambos eram possíveis. Conceitos de Gesamtkunstwerk, uma forma de arte abrangente, com unidade entre as artes (por exemplo, pintura, escultura, literatura, poesia, música, etc.), também foram discutidos.
Klinger sempre teve uma paixão pela música e os elementos musicais são freqüentemente refletidos e expressos em sua arte. Seus ciclos de impressão receberam números de opus, normalmente associados a publicações musicais. Sua série Brahms Fantasies (1894) pretendia ser um amálgama de música, poesia e artes visuais: para ser vista com uma performance da música do compositor, criando Gesamtkunstwerk ou "forma de arte abrangente". Klinger também produziu esculturas de Beethoven, Brahms, e Liszt.
Inspirado por relatos recentes de descobertas arqueológicas de vestígios escultóricos antigos feitos de várias pedras coloridas, Klinger utilizou uma variedade de materiais em muitas de suas esculturas. Uma mistura de bronze, marfim, alabastro e vários mármores diferentes foi usada em Beethoven. Ele estudou e mediu a máscara mortuária de Beethoven em Viena e viajou para Laas, no sudoeste da França, para selecionar pessoalmente o alabastro, e para os Pirenéus e Siro, para a Grécia, para selecionar mármores. Elsa Asenijeff escreveu sobre o processo incomumente complexo e difícil envolvido na moldagem do grande trono de bronze de cera em seu livro Max Klinges Beethoven: Eine kunst-technische Studie (Beethoven de Max Klinge: Um Estudo Artístico Prático) publicado em 1902. A escultura foi exibida em um estágio anterior de desenvolvimento em Paris em 1885 e posteriormente rejeitada das principais exposições em Berlim 1887 e 1888. desenvolveu uma reputação de culto ao longo dos anos.

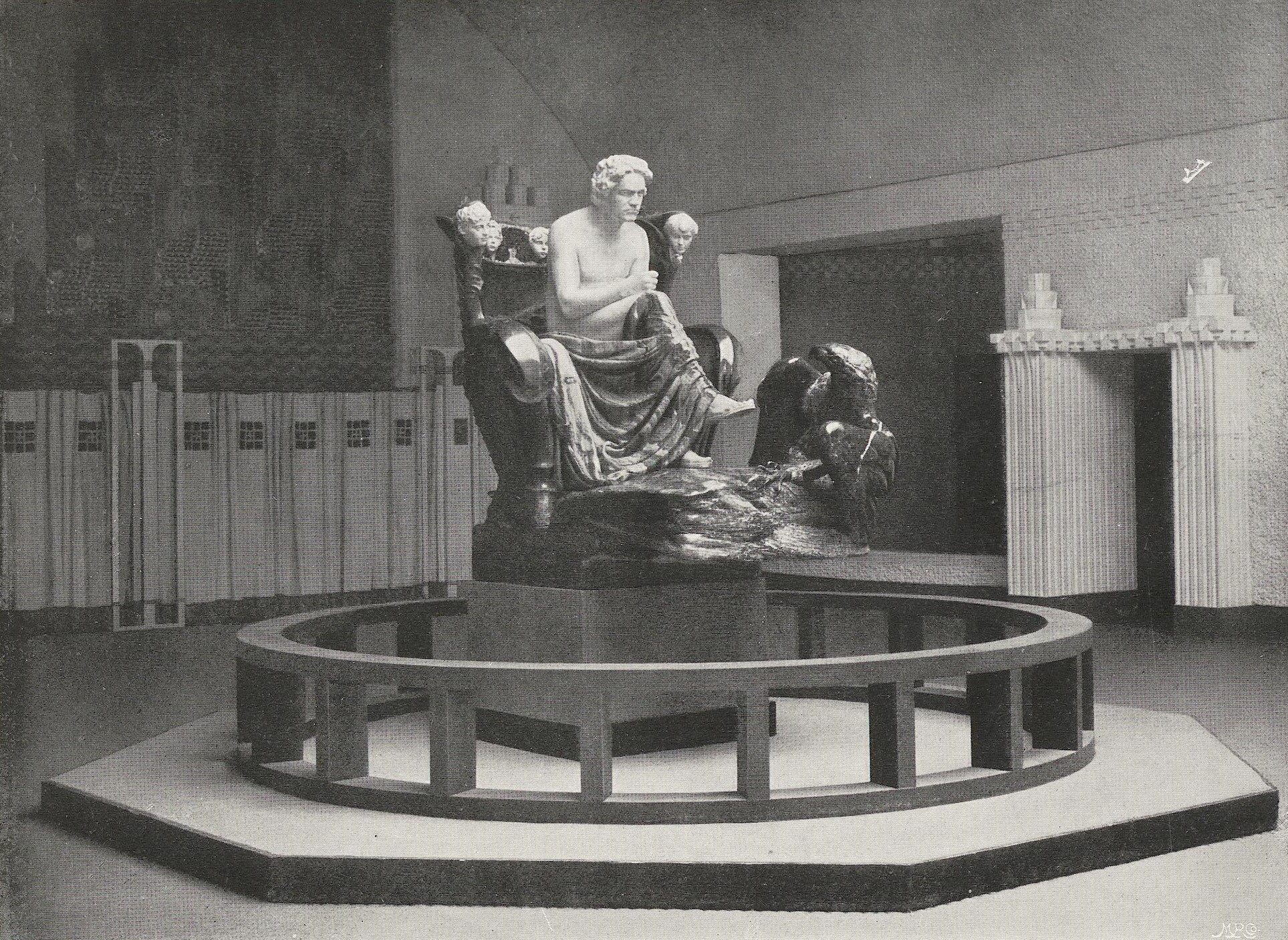
Beethoven fotografado em 1902 na 14ª exposição da Secessão de Viena com o mural de Alfred Roller Night descending na parede

Beethoven foi o tema da 14ª exposição da Secessão de Viena em 1902, e a escultura de Max Klinger foi trazida para Viena como peça central. A Secessão de Viena esperava comprar a escultura, mas isso não se concretizou. Chefiado por Alfred Roller, o artista da Secessão criou trabalhos sobre o tema para as galerias e Roller e o arquiteto Josef Hoffmann supervisionou a instalação geral. O Beethoven de Klinger foi instalado no salão central com o mural Night Descending de Alfred Roller na parede atrás dele. O friso de Beethoven seminal de Gustav Klimt era visível em uma sala adjacente. Mesmo os normalmente tímidos e retraídos Gustav Mahler foi persuadido a transcrever música da Nona Sinfonia de Beethoven para trombetas e ensaiar os músicos para a abertura. A exposição, apresentada dentro da arquitetura específica, com a escultura, pinturas e música foi em parte, oferecida no contexto da Gesamtkunstwerk, comparativa a uma instalação contemporânea. A exposição recebeu ampla imprensa e gerou um escândalo. A maioria das críticas hostis e negativas foi dirigida a Gustav Klimt e seus murais. No entanto, a escultura de Klinger também recebeu críticas, alguns rejeitando-a como kitsch, enquanto outros ficaram ofendidos ao ver Beethoven representado nu. Auguste Rodin compareceu à exposição e foi relatado que passou pela escultura de Klinger sem fazer comentários, embora mais tarde ele tenha dito que não tinha nada a ver com escultura.
Klinger foi citado por muitos artistas (notadamente Giorgio de Chirico) como um importante elo entre o movimento simbolista do século XIX e o início do movimento metafísico. Seu trabalho também foi admirado e uma influência formativa em artistas posteriores, como Max Ernst e outros artistas surrealistas. O historiador Holger Jacob-Friesen ilustra e discute em detalhes a influência das gravuras de Klinger em artistas como Franz von Stuck, Kathe Kollwitz, Edward Munch, Lovis Corinth, Otto Greiner, Alfred Kubin, Max Slevogt, Paul Klee, Richard Müller, Oskar Kokoschka, Max Beckmann, Horst Janssen, bem como De Chirico e Ernst.

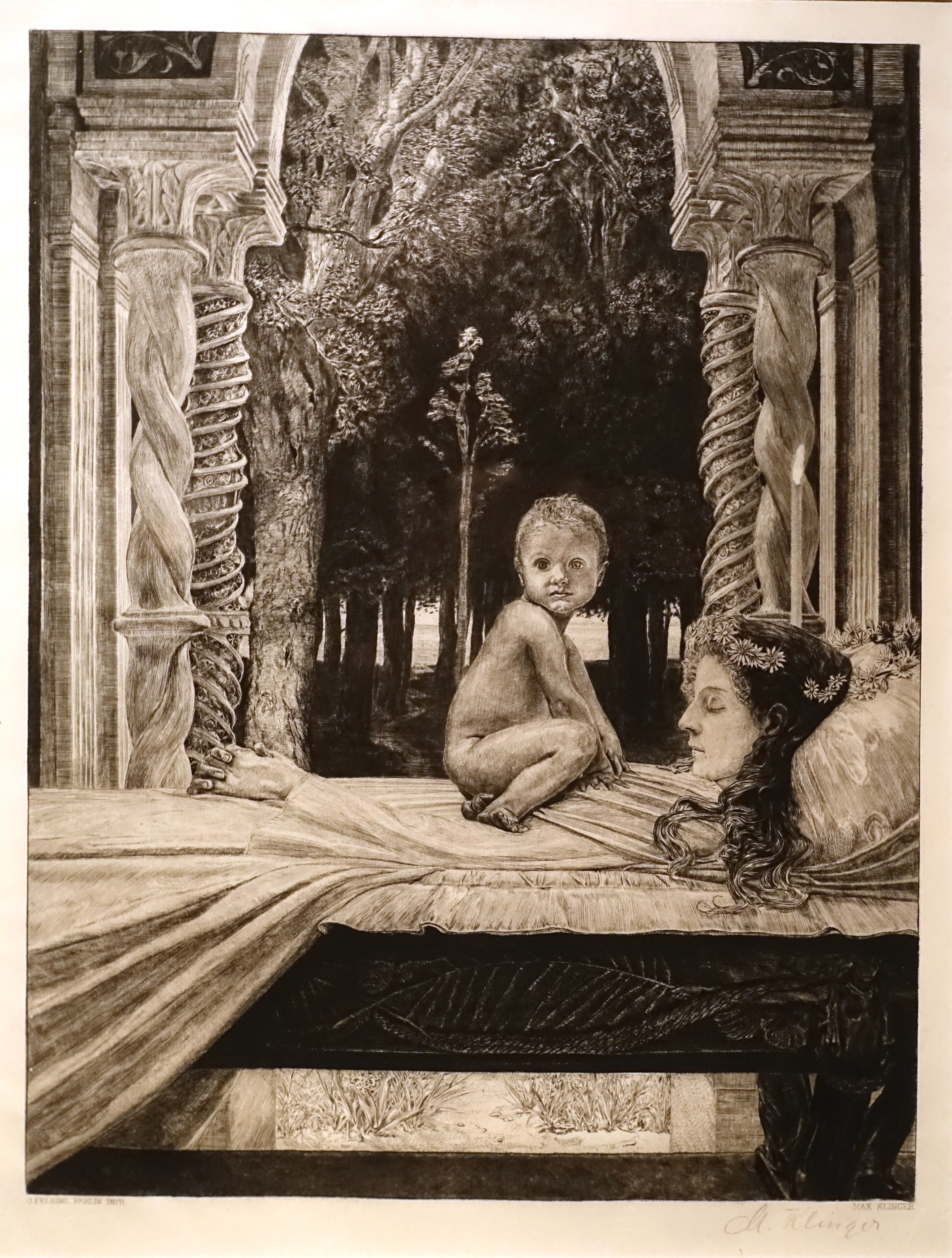
Mãe e Filho (Mãe Morta), 1898, gravura e gravura, tamanho da placa 45,6 x 34,9 cm.: formam a série Vom Tode [ Da Morte ], Opus XIII.

Série impressa publicada por Max Klinger
- 1879. Radierte Skizzen (Etched Sketches), Opus I, nos. 1-8.
- 1879. Rettungen Ovidischer Opper (Deliverances of Ovidian Victims) Opus II, nos. 1-13.
- 1880. Eva und die Zukunft (Eva and the Future), Opus III, nos. 1-6.
- 1880, Amor und Psyche (Cupid and Psyche), Opus V, book with 46 etchings
- 1881. Intermezzi (Intermezzi), Opus IV, nos. 1-12.
- 1881. Paraphrase über den Fund eines Handschuhs (Paraphrase on the Finding of a Glove), Opus VI, nos. 1-10.
- 1883. Vier Landschaften (Four Landscapes), Opus VII, nos. 1-4.
- 1883. Dramen (Dramas), Opus IX, nos. 1-10.
- 1884. Ein Leben (A Life) Opus VIII, nos. 1-15.
- 1887. Eine Liebe (A Love), Opus X, nos. 1-10.
- 1889. Vom Tode, Erster Theil (On Death, Part One) Opus XI, nos. 1-10.
- 1894. Brahmsphantasie (Brahms Fantasy), Opus XII, nos. 1-41.
- 1898-1910. Vom Tode, Zweiter Theil (On Death, Part Two), Opus XIII, nos. 1-12.

## Galeria
Pinturas

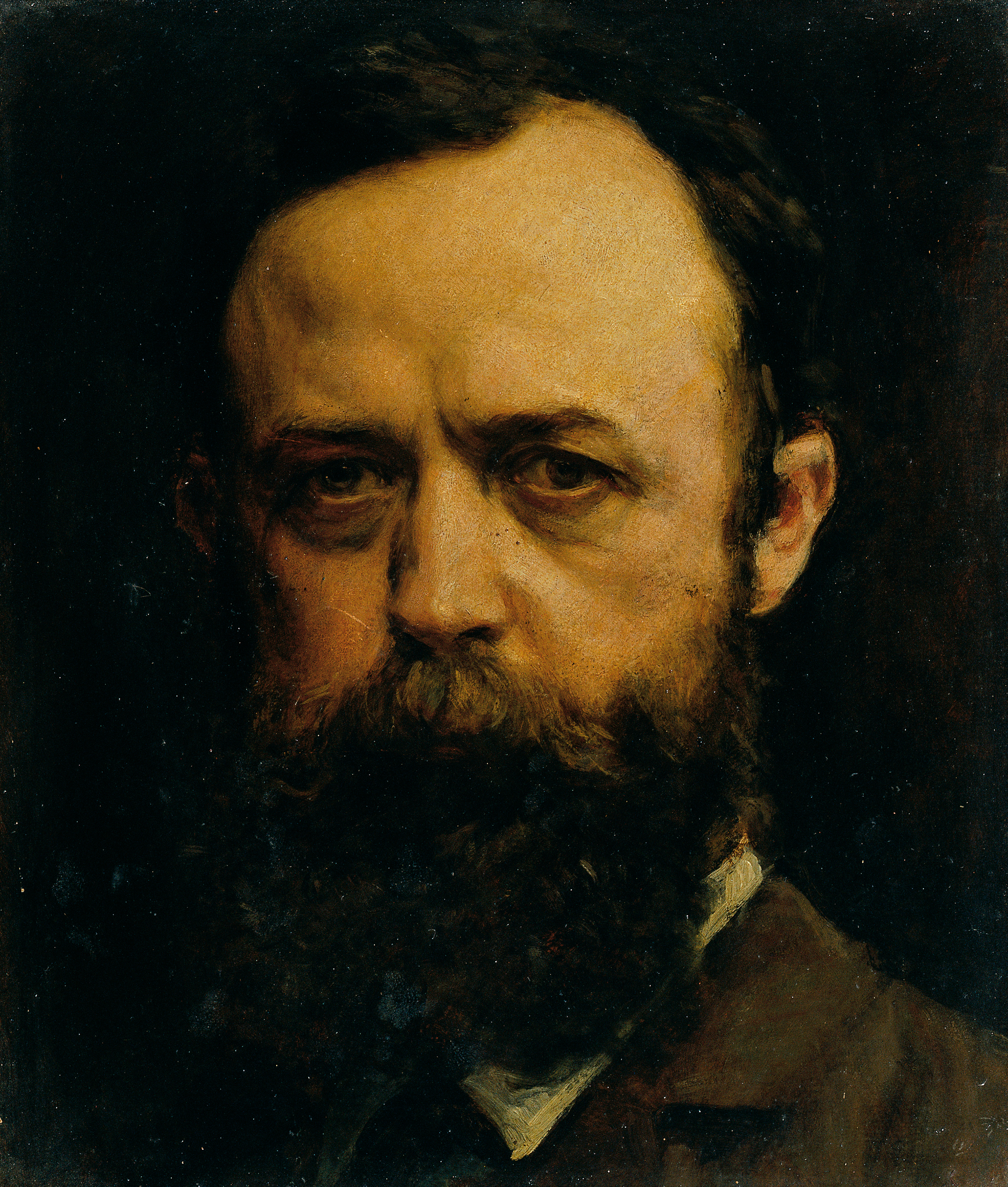
Retrato de um cavalheiro (sem data), óleo sobre papelão, 37,5 x 32,2 cm. (14,7 x 12,6 pol.), Österreichische Galerie Belvedere, Viena, Áustria.
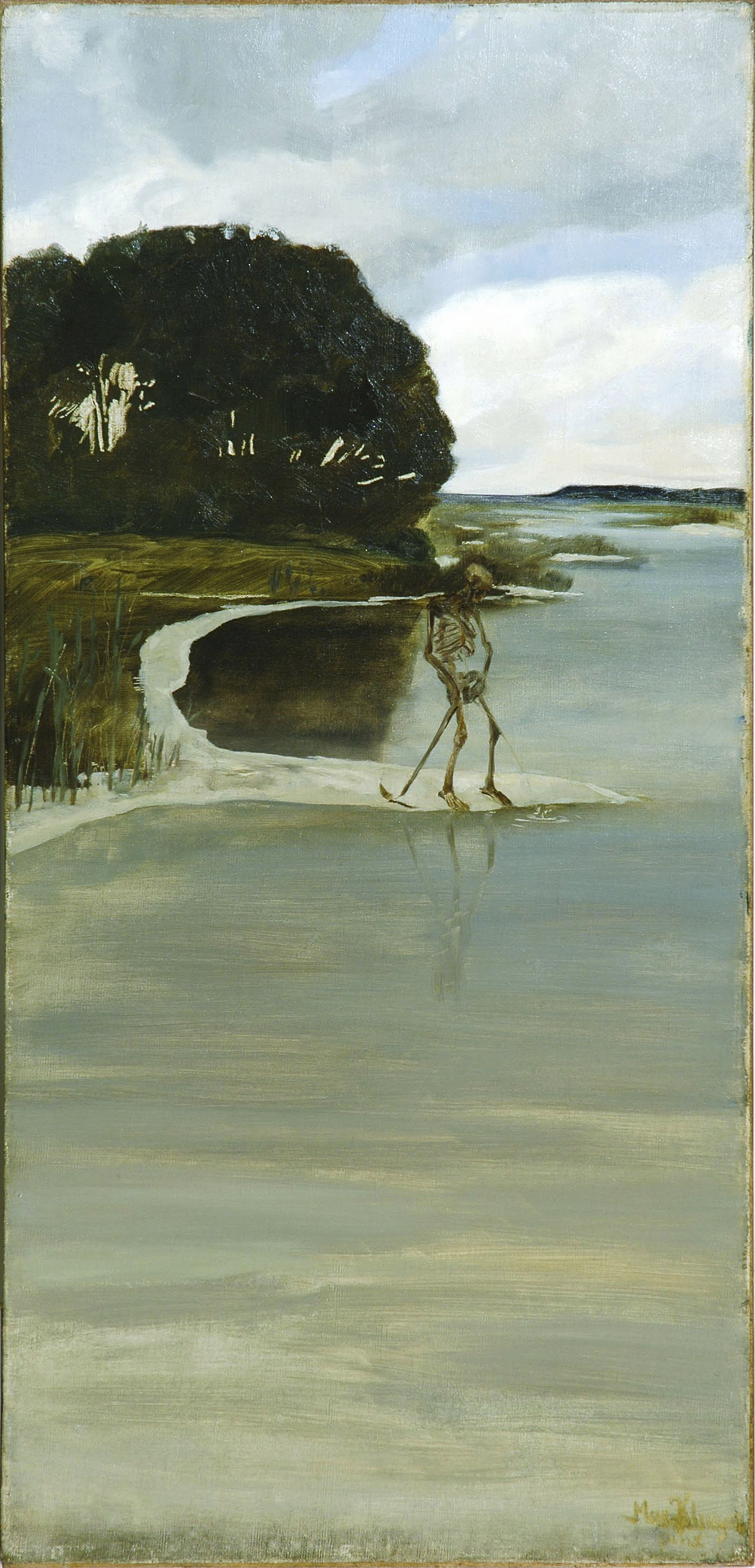
Pissing Death (1880), óleo sobre tela, 95 x 45 cm. Museum der bildenden Künste, Leipzig, Alemanha.
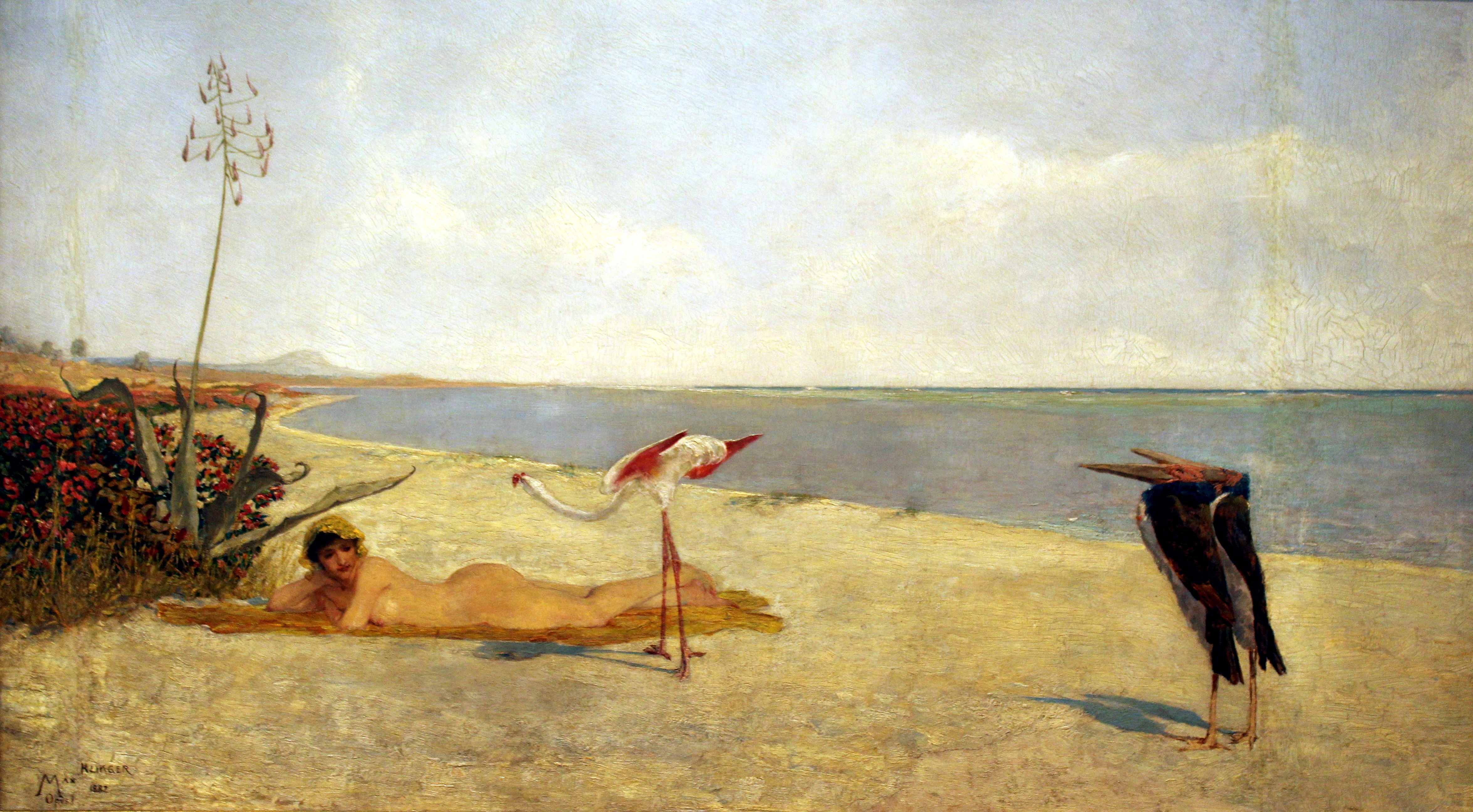
A Legation (1882), óleo sobre painel, 37 x 63 cm. (14,5 x 24,8 pol.), Museum der bildenden Künste, Leipzig, Alemanha.
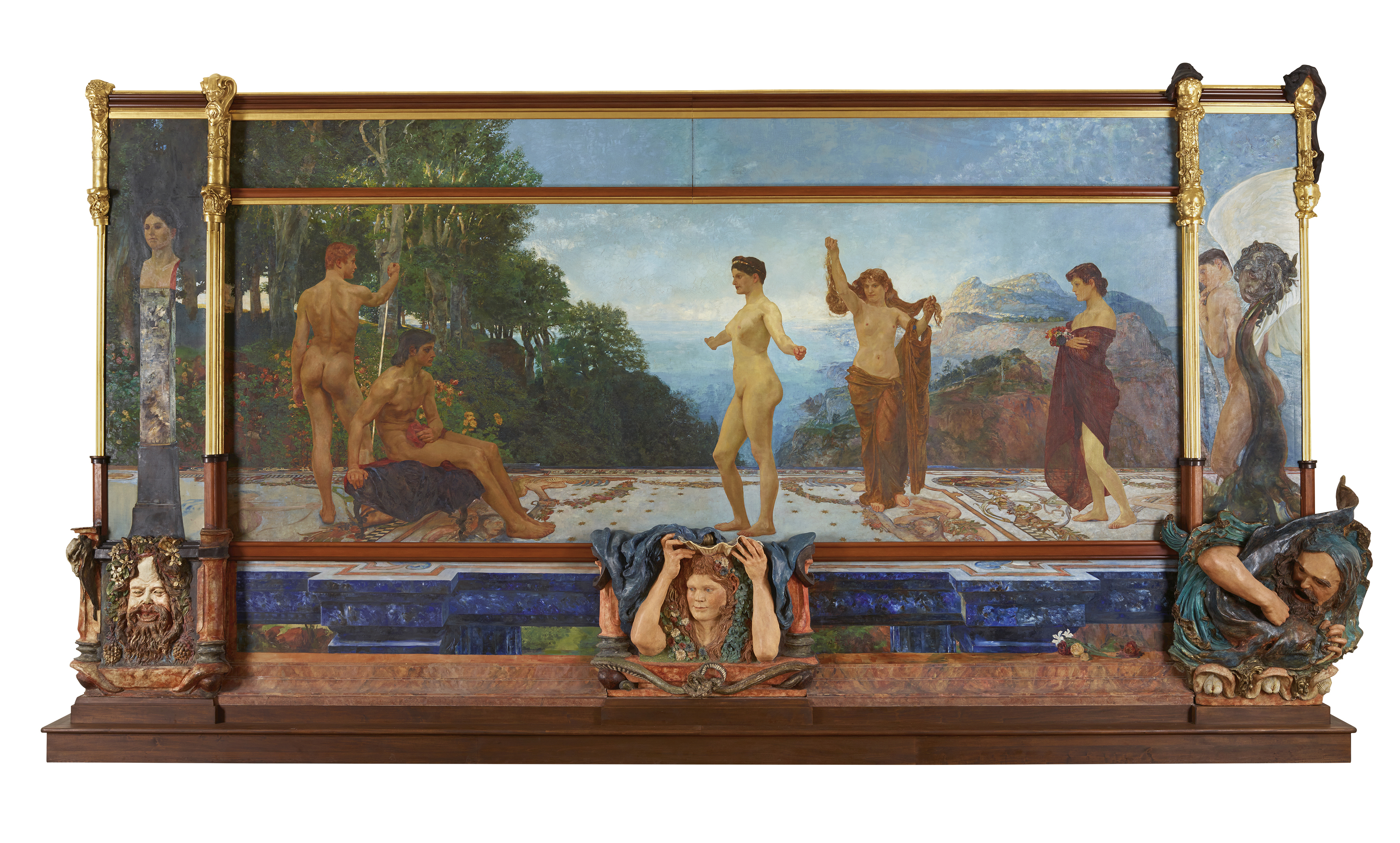
O Julgamento de Paris (1885–87), óleo sobre tela, madeira e gesso, dimensões totais: 370 × 752 × 65 cm., Österreichische Galerie Belvedere, Viena, Áustria
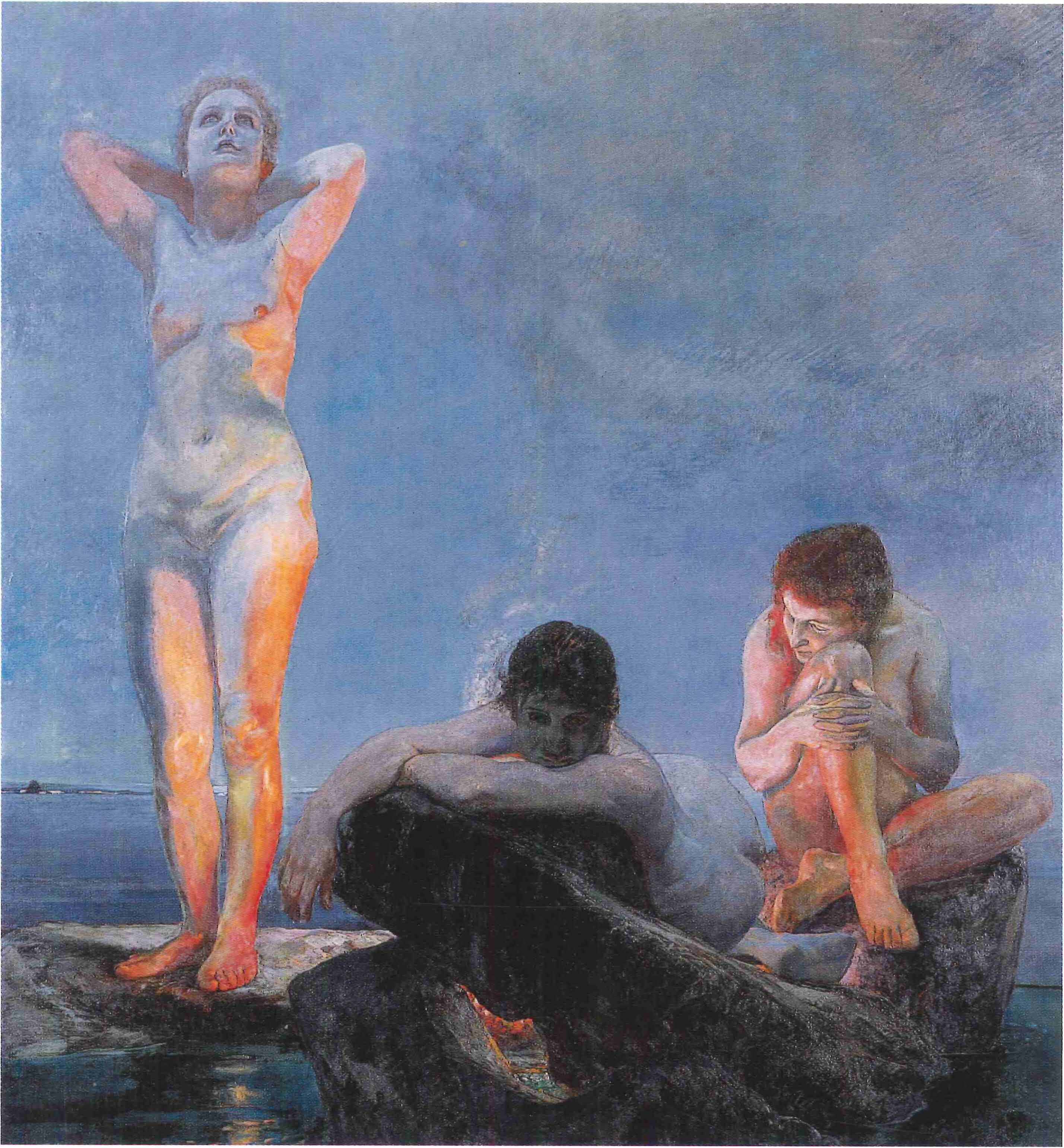
The Blue Hour (1890), óleo sobre tela, 191,5 × 176 cm. (75,3 × 69,2 pol.), Museum der bildenden Künste, Leipzig, Alemanha.
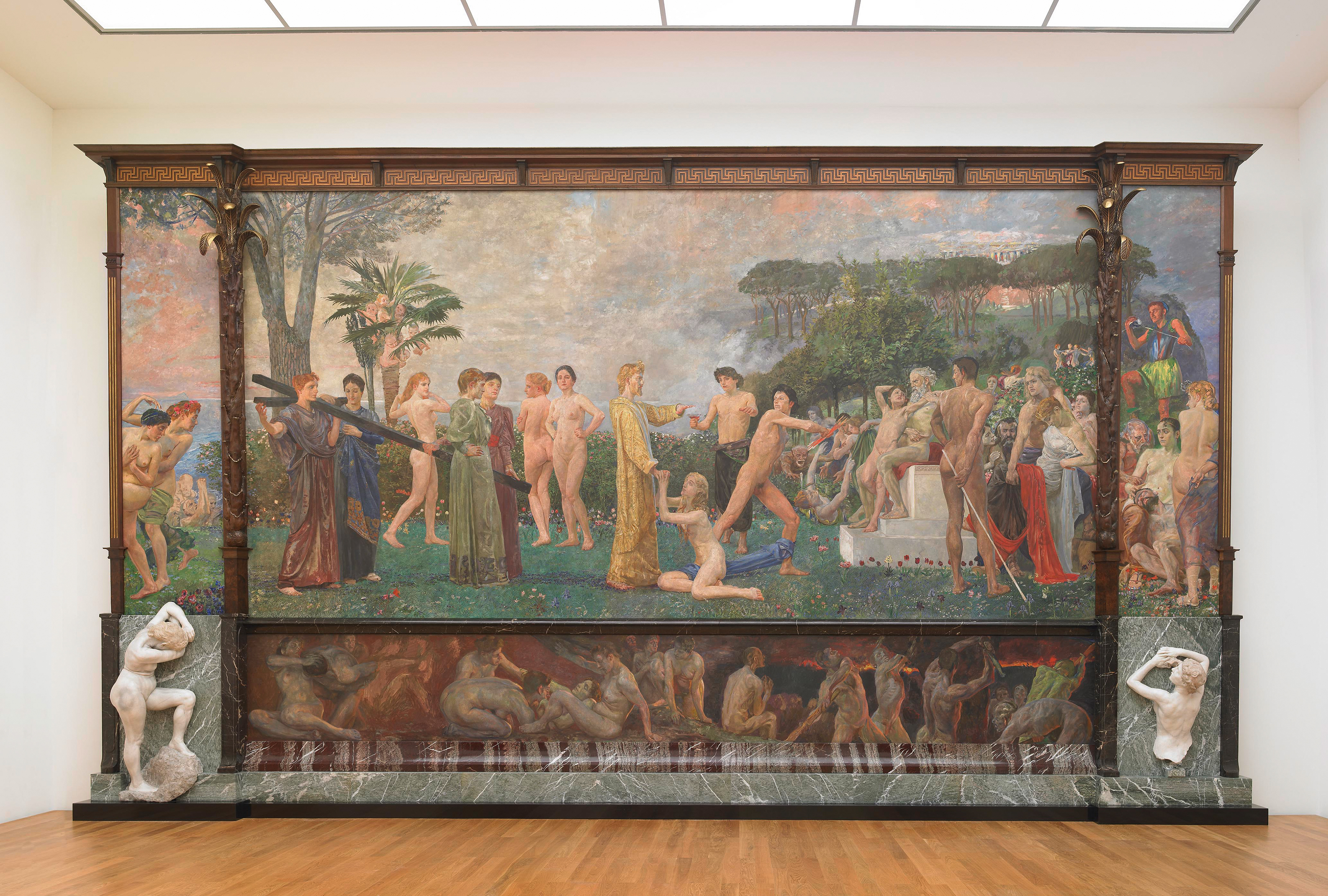
Cristo no Olimpo (1897), óleo sobre tela com mídia mista, dimensões totais: 549 × 965 × 65 cm, (3 800 kg.), Österreichische Galerie Belvedere, Viena, Áustria.
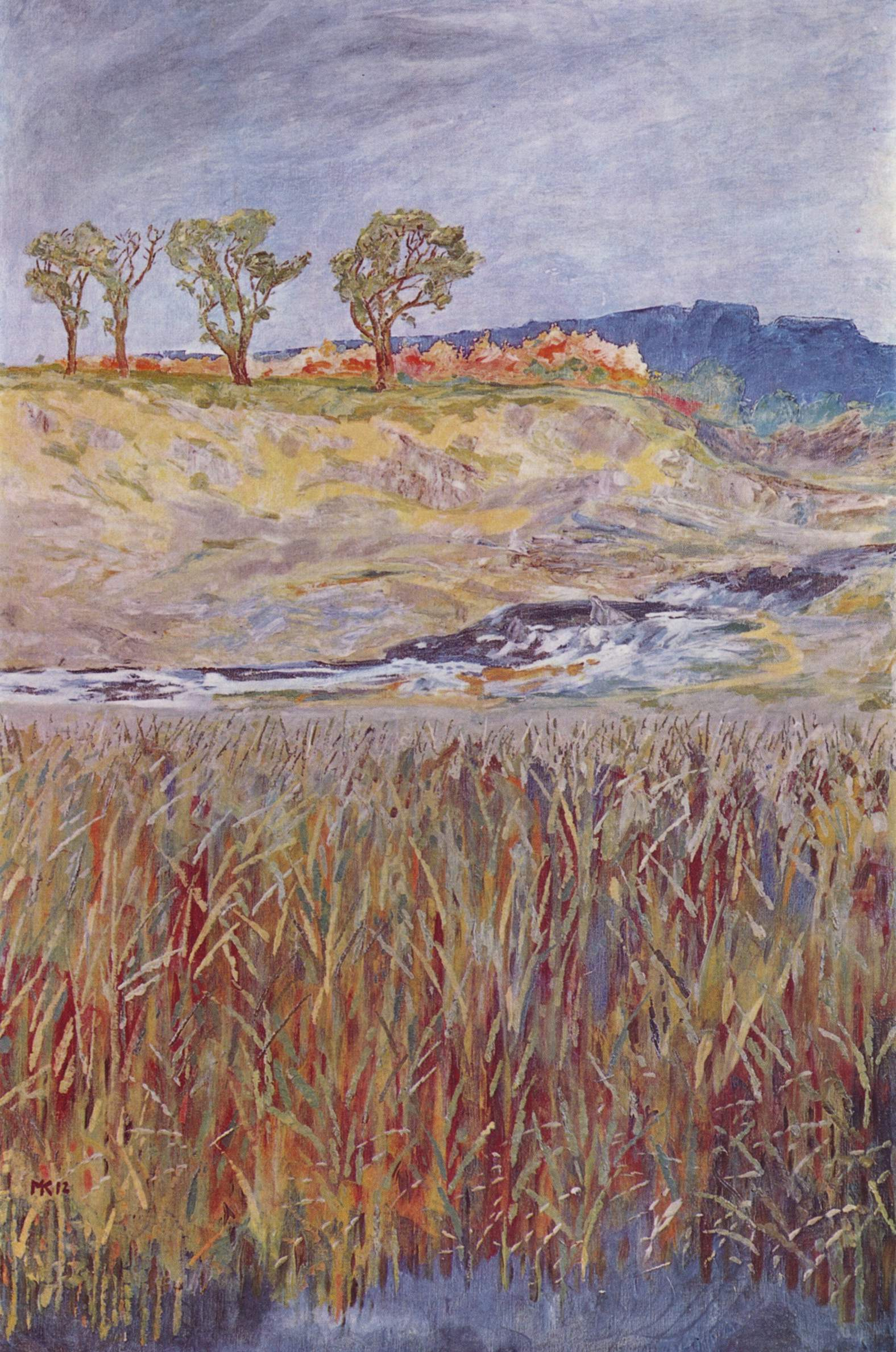
Landscape on the Unstrut (1912), óleo sobre tela, 192 x 126 cm. (75,5 x 49,6 pol.), Lindenau-Museum, Altenburg, Alemanha.

Esculturas

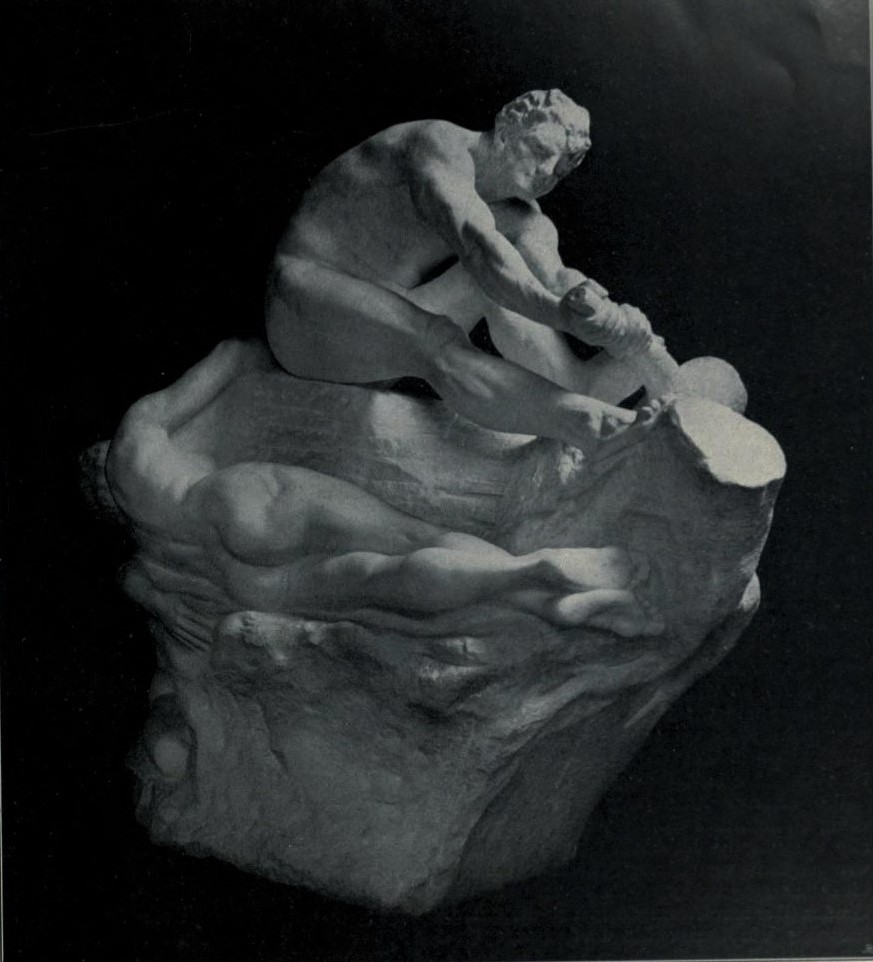
O Drama (antes de 1904), rebaixamentos e coleção desconhecidos
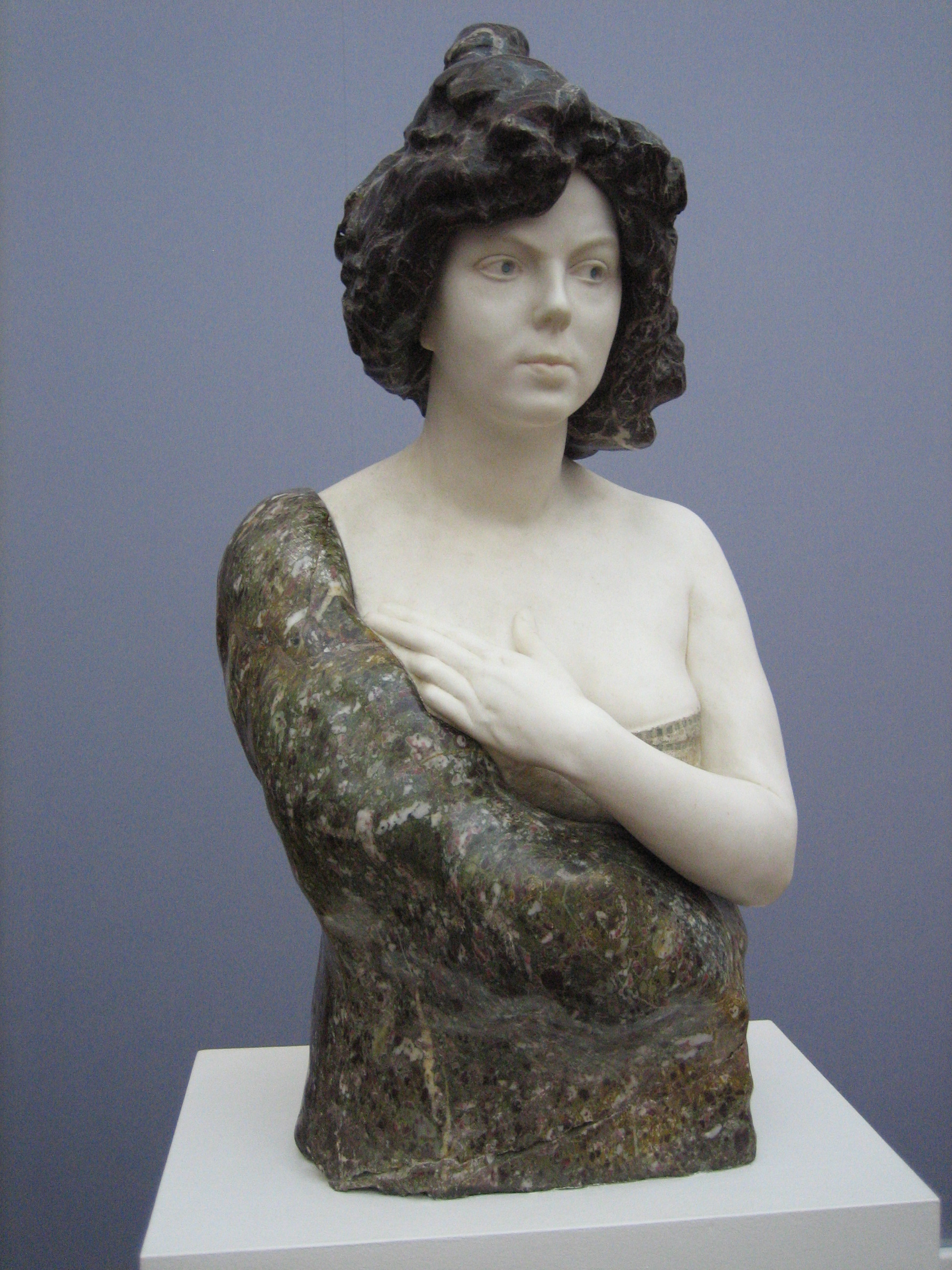
Elsa Asenijeff, ca. 1900.
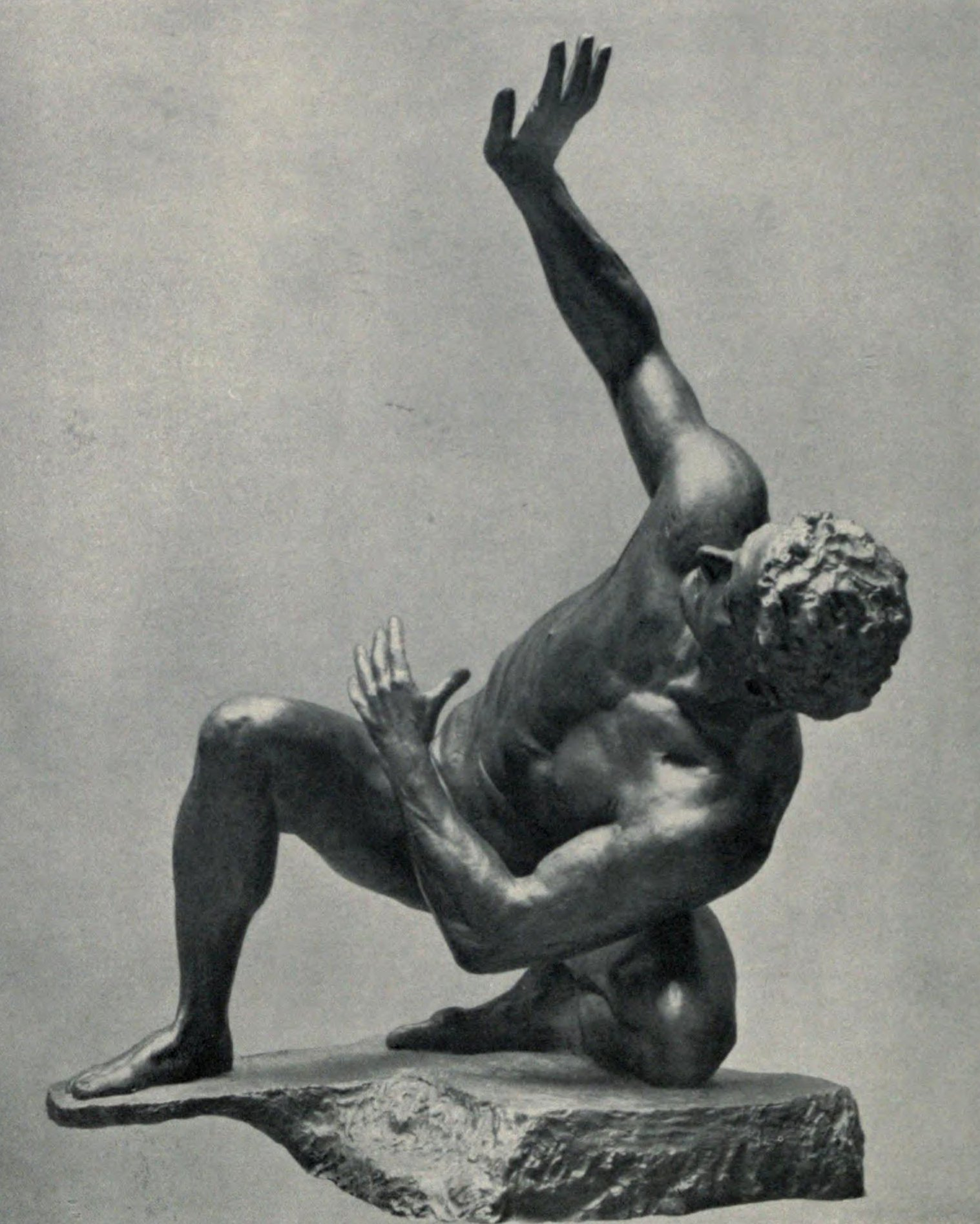
Atleta, (1901), rebaixamentos e coleção desconhecida
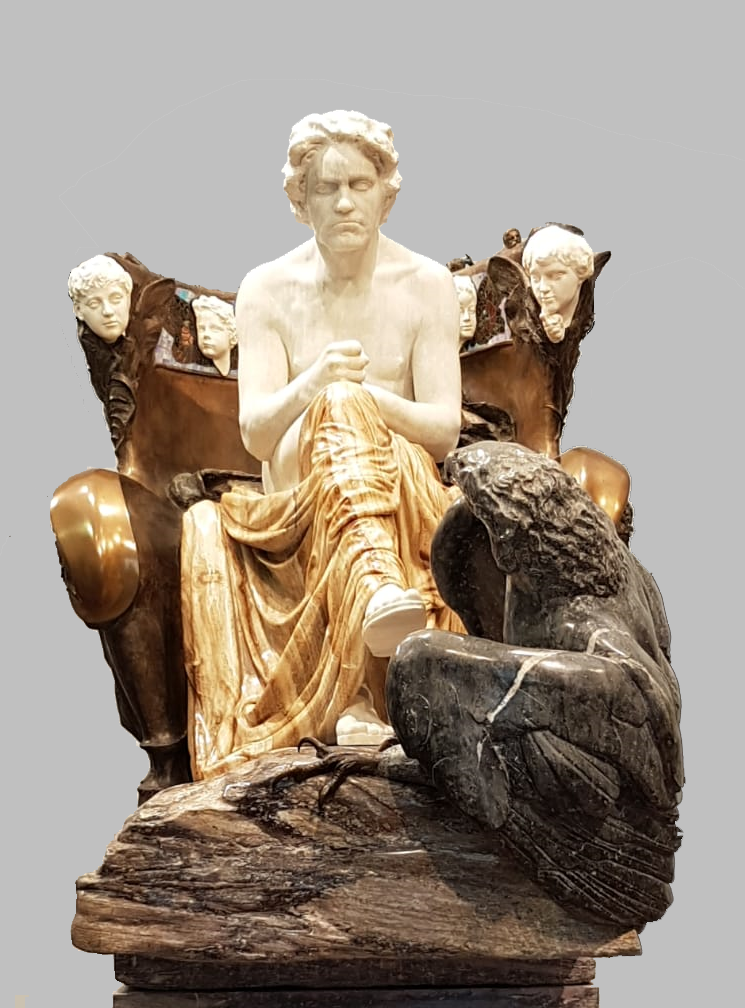
Beethoven (c. 1883-1902), altura: 3,10 m, Leipzig, Museu de Belas Artes
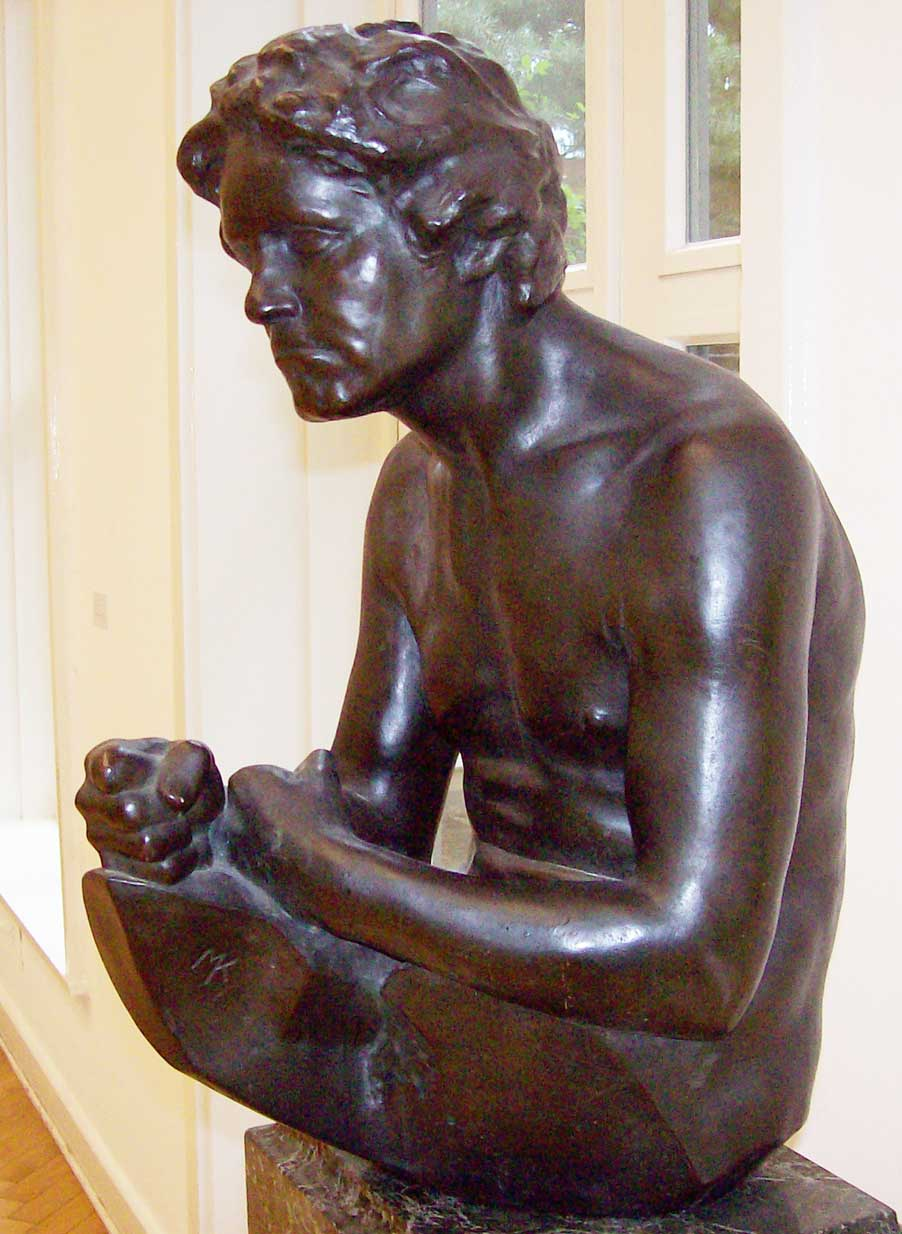
Torso de Beethoven (1902), bronze
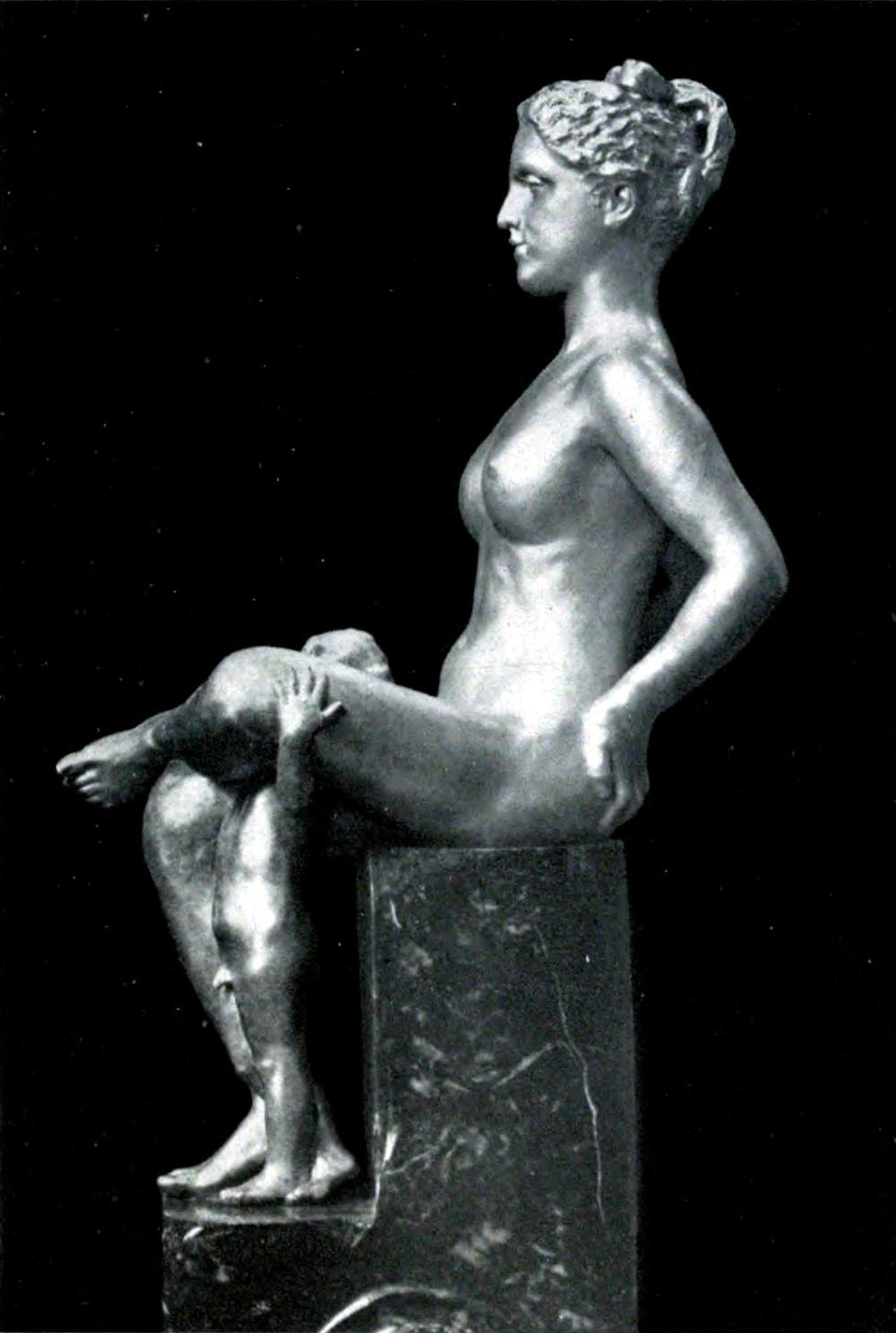
Galatea (1906), prata fundida e mármore, 111,1 × 31,8 × 47,6 cm.

Desenhos, gravuras e gráficos

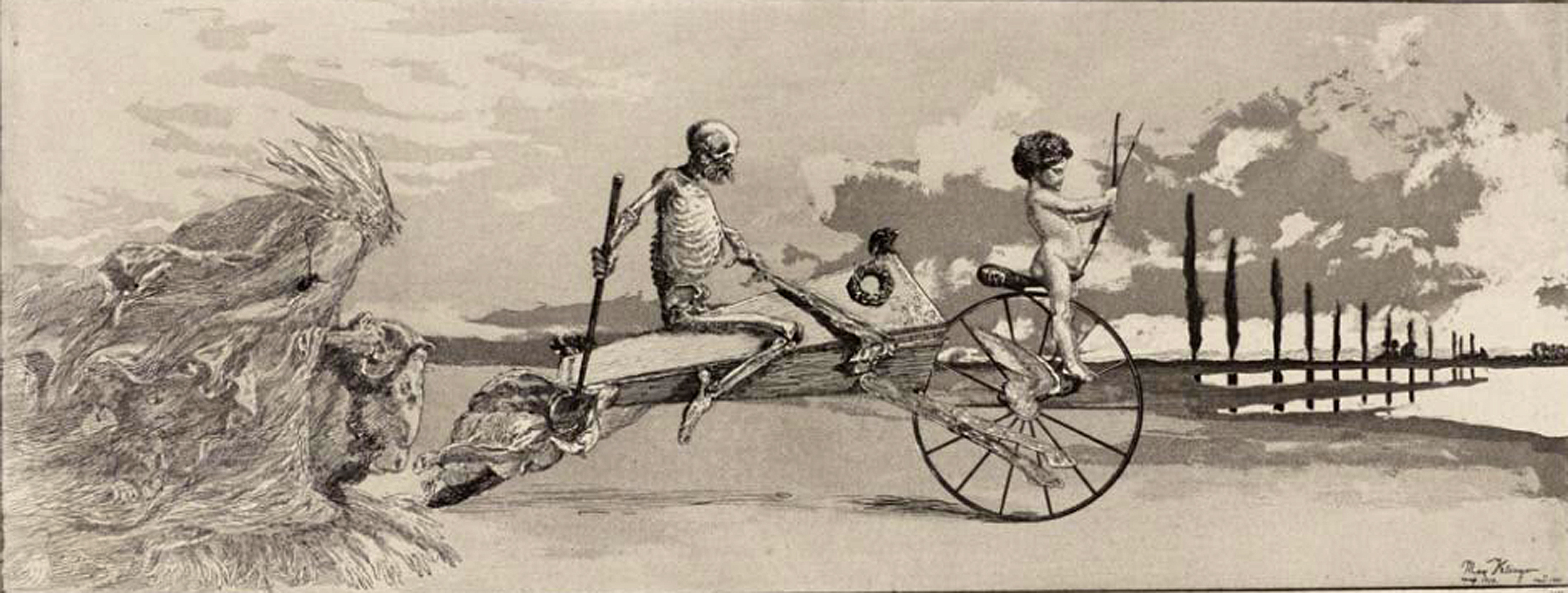
Cupid, Death, and the Beyond , da série Intermezzi, Opus IV, no. 12 (1881), gravura e água-tinta, 15,7 × 40,7 cm., Museu de Arte da Filadélfia
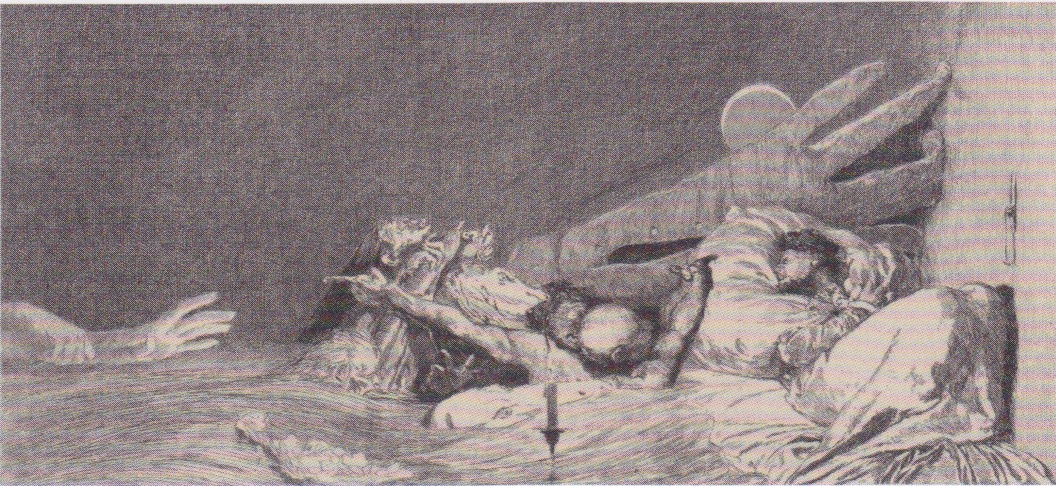
Ansiedades da série Paráfrase no Achado de uma Luva Opus VI, no. 7 (1881), gravura, 7, 13,5 x 25,7 cm., Albertina, Viena
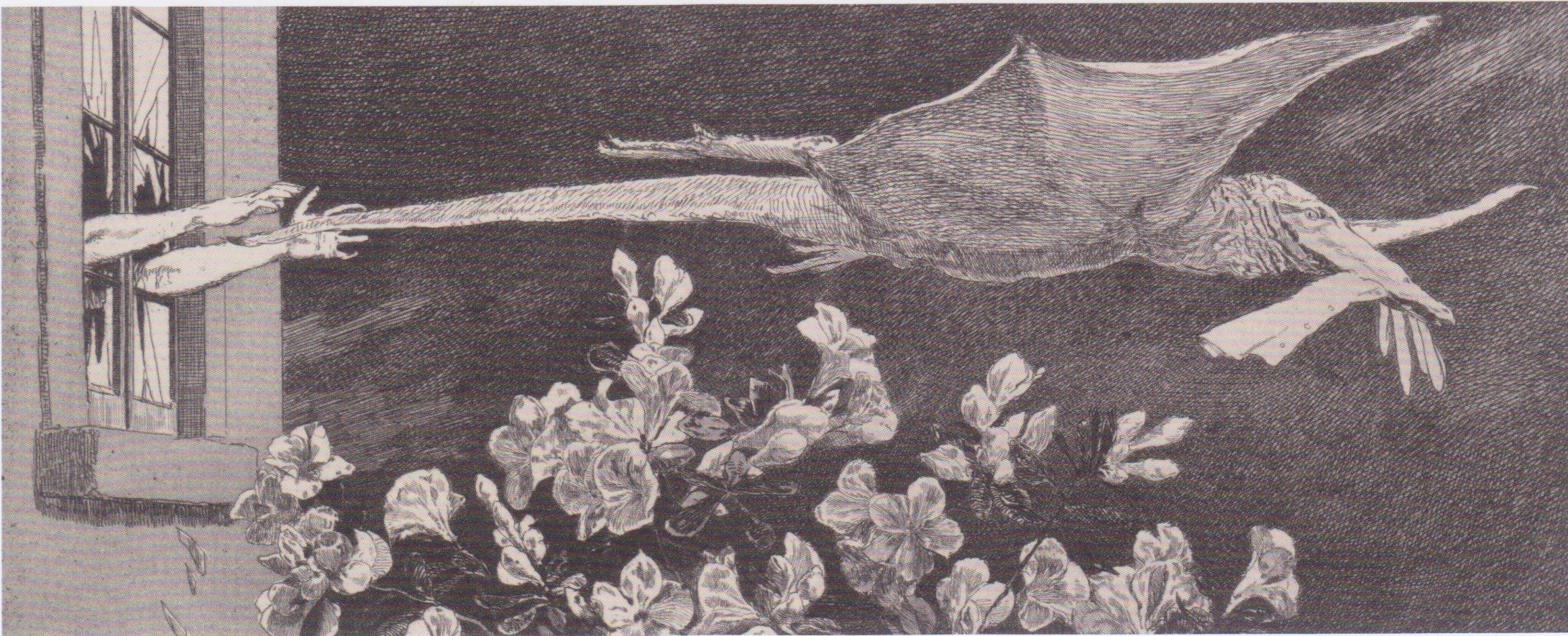
Rapto da série Paráfrase na descoberta de uma luva, Opus VI, no. 9 (1881), gravura, 9, 11,4 x 26,1 cm., Albertina, Viena
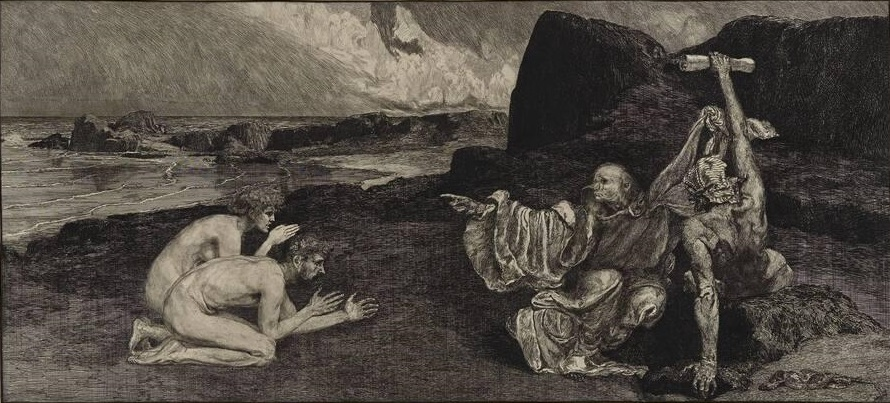
Intermezzo, da série A Love , Opus X, no. 6 (1887), gravura com gravura e água-tinta, 19,1 x 42 cm., Museu de Belas Artes, Houston
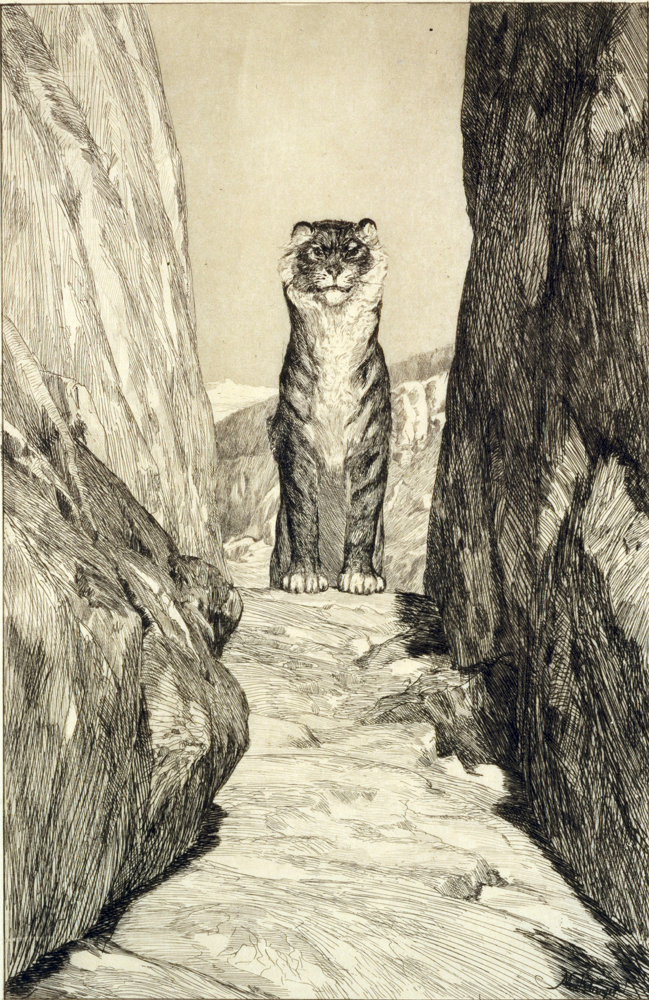
Primeiro Futuro, da série Eva e o Futuro, Opus III, nº 2 (1879-80), gravura com água-tinta, 36 x 23,5 cm., Museu de Arte de Saint Louis
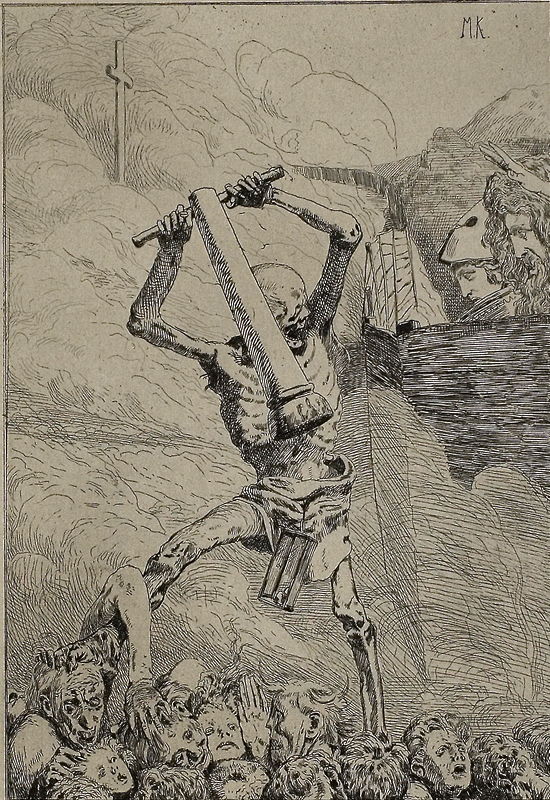
Third Future, da série Eve and the Future, Opus III, no, 6 (1880), gravura, 290 × 201 mm., Art Institute of Chicago, Gift of Jack Daulton
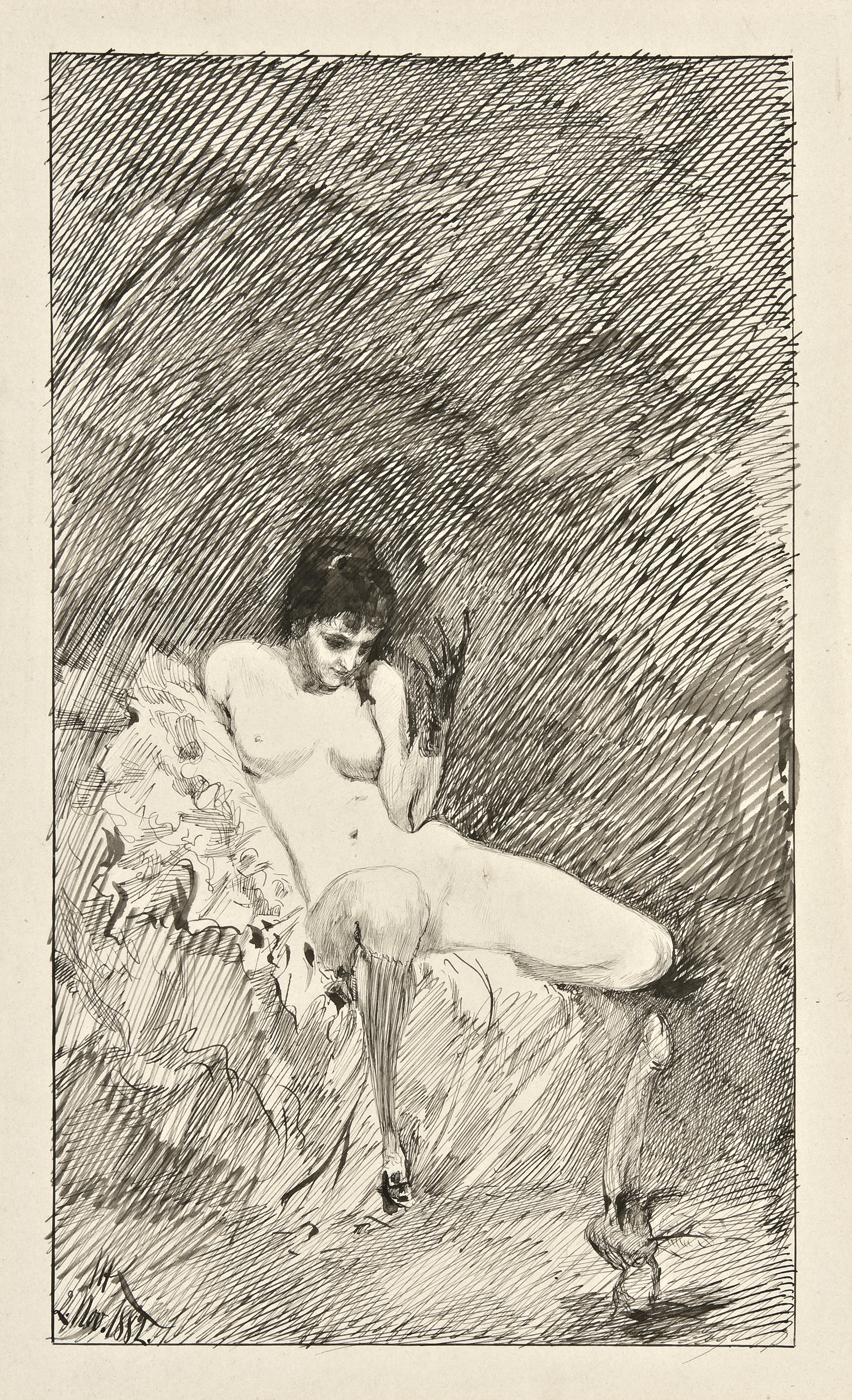
Mulher Nua Sentada com Falo Dançante (1882), caneta e pincel sobre papel, 30,6 x 18,7 cm.
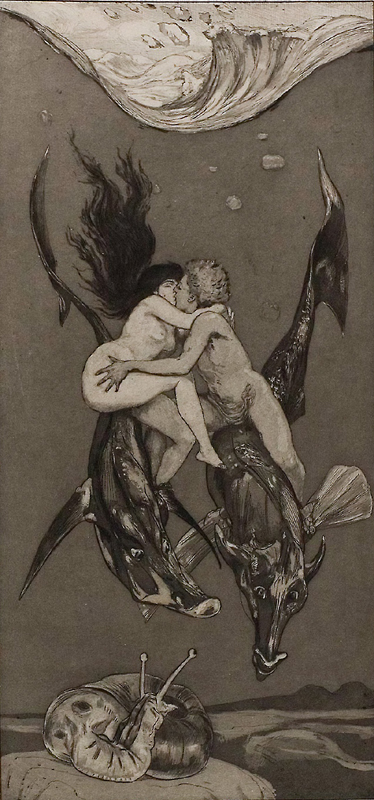
Tentação, da série A Life , Opus VIII, no. 4 (1884), água-tinta e água-forte, com roleta, 47,3 × 22,5 cm. Art Institute of Chicago
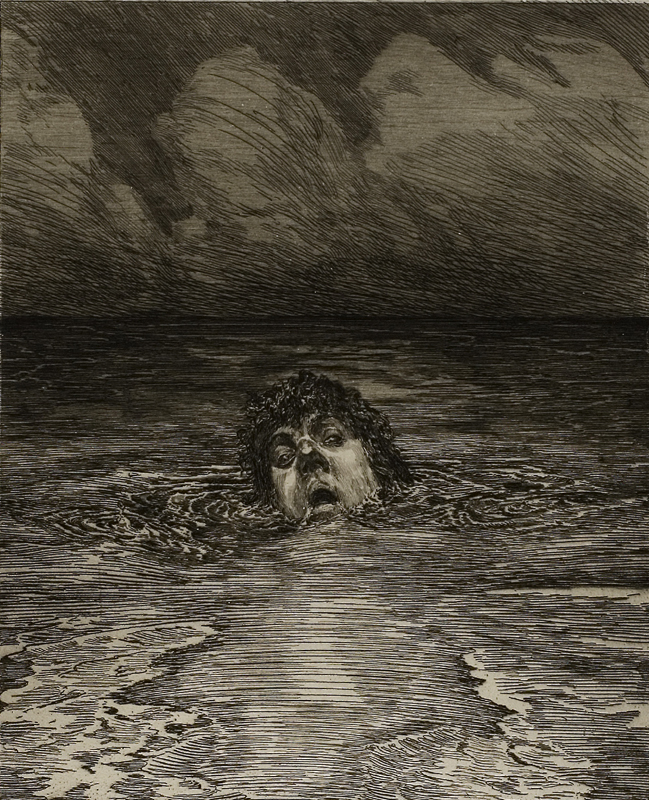
Queda , da série A Life , Opus VIII, no. 12 (1884), gravura e ponto seco, 27,6 × 22,8 cm. Art Institute of Chicago, Gift of Jack Daulton
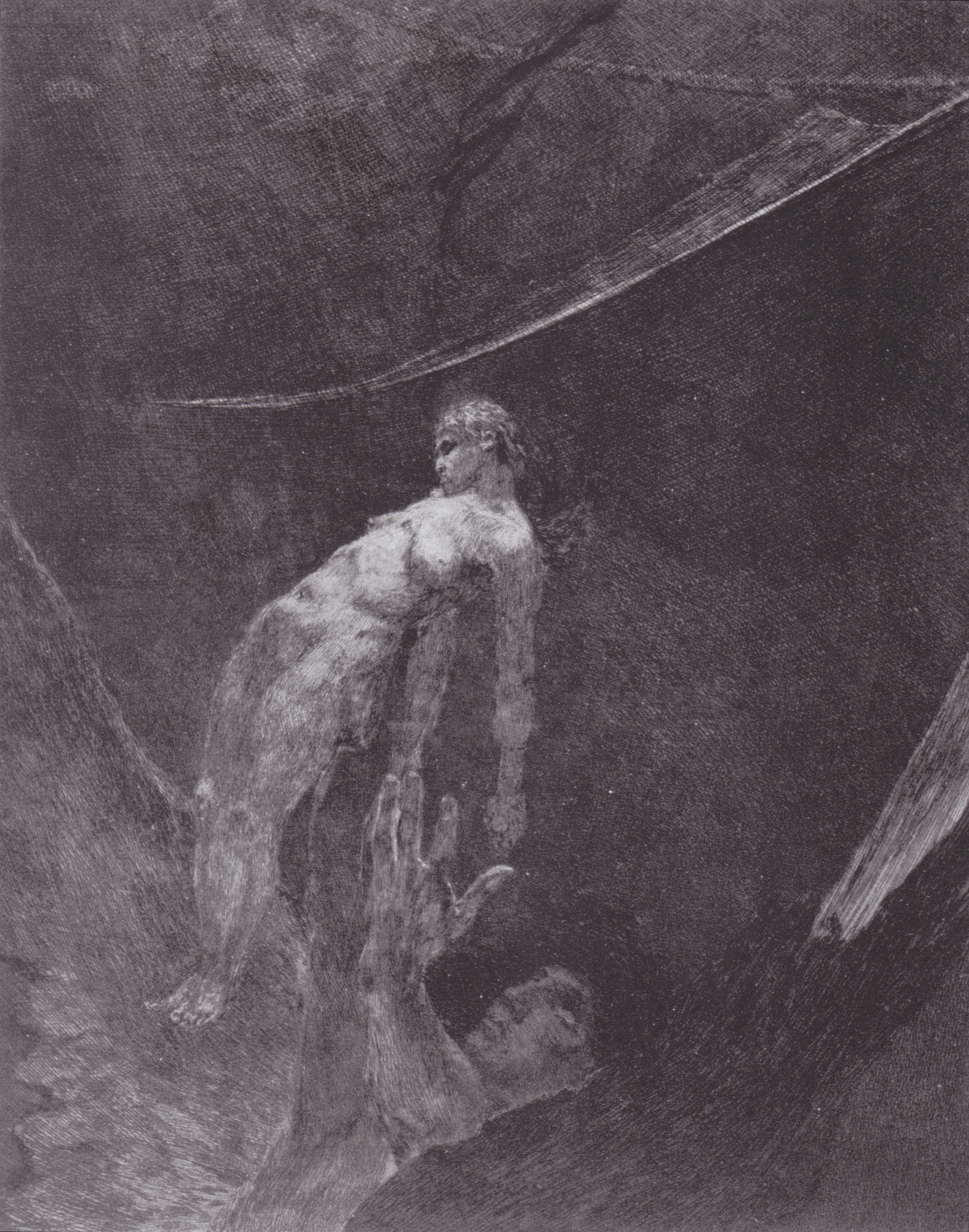
De volta ao nada da série A Life, Opus VIII, no. 15 (1884), gravura e água-tinta, 29,9 x 24,8 cm.
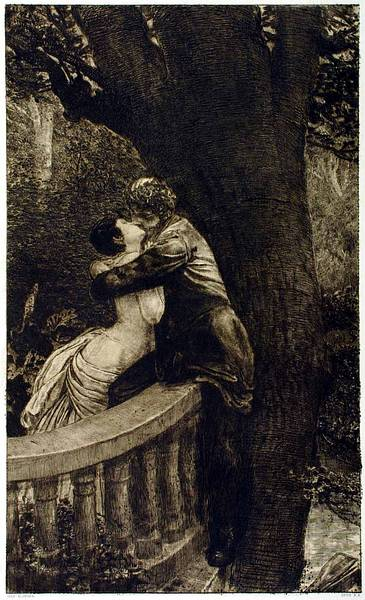
Kiss in the Park , da série A Love , Opus X, no. 4 (1887), gravura e gravura, 45,4 x 27,4 cm.
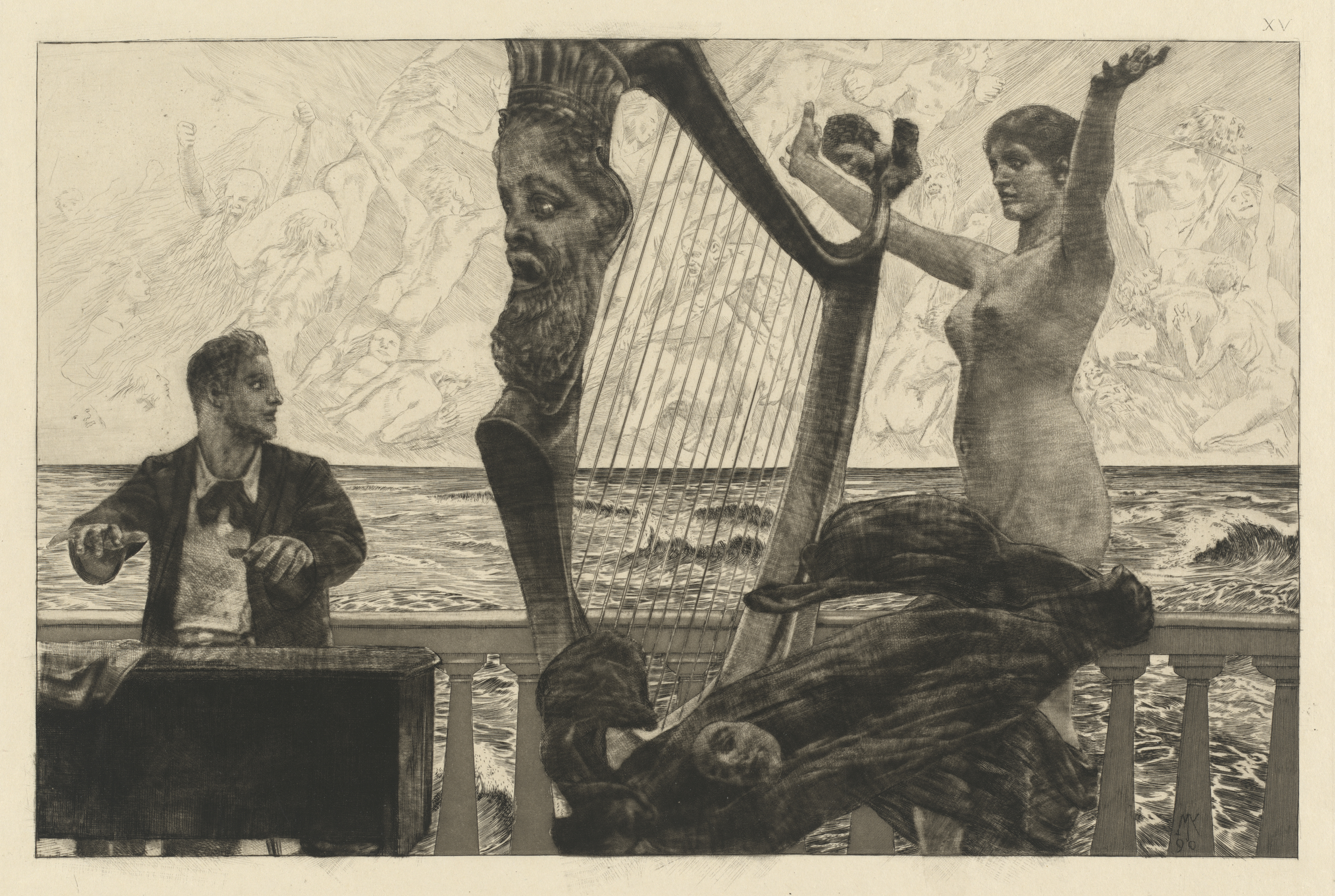
Evocação, da série Brahmsphantasie, Opus XII, no, 2 (1894), 21,8 x 34 cm., Galeria Nacional de Arte, Washington D.C.
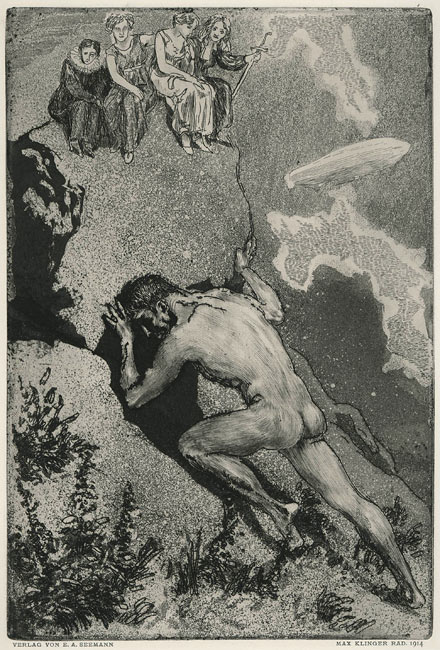
Sisifus (The Faculties) (1914)